# Papa Innocenci IX
Inocenci IX (Bolonya, 20 de juliol de 1519 - † Roma, 30 de desembre de 1591) va ser Papa de l'Església Catòlica el 1591.

## Carrera diplomàtica i eclesiàstica
El seu nom era Gian Antonio Facchinetti de Nuce, i va néixer a Bolonya en el si d'una modesta família de treballadors de Cravegna, a la diòcesi de Novara, situada al nord d'Itàlia. Va estudiar jurisprudència graduant-se el 1544 a la Universitat de Bolonya, i passant a convertir-se en secretari del cardenal Niccolò Ardinghelli per a després entrar al servei del cardenal Alexandre Farnese que era nebot del papa Pau III, germà del Duc de Parma i, per aquest motiu, un dels personatges més influents de la seva època.
El cardenal Farnese, que era arquebisbe d'Avinyó, va enviar a Fachinetti a l'antiga seu papal com el seu representant eclesiàstic per a després, entre 1556 i 1558 encomanar-li la gestió dels seus assumptes particulars a Parma i va ser nomenat governador.
El 1560 és ja bisbe de Nicastro, a Calàbria, i amb aquest càrrec va participar el 1562 en el Concili de Trento. El 1566 va actuar com a nunci del papa Pius V a Venècia aconseguint segellar l'aliança entre Espanya i Venècia contra els turcs que va conduir, el 1571, a la victòria en la batalla de Lepant.
El 1572, després de renunciar a la seva seu episcopal, va ser nomenat cardenal prevere del Patriarcat Llatí de Jerusalem i en ser elegit papa Gregori XIV, que sofria atacs de malària, es va fer càrrec de l'administració papal.

## Papat
Abans de morir Gregori XIV les dues faccions en les quals estava dividit el Col·legi Cardenalici van iniciar accions per designar el successor del malalt pontífex.
Felip II va influir decisivament sobre els cardenals espanyols per a, igual com havia ocorregut en l'anterior elecció que havia reeixit en l'elecció de Gregori XIV, aconseguir que el nou pontífex li fos favorable.
El ràpid conclave va concloure amb la designació de Fachinetti qui, conscient del suport espanyol en la seva elecció, durant els seus dos mesos de pontificat va donar suport a la causa de Felip II i de la lliga catòlica contra Enric IV de França en les guerres de religió.
La brevetat del seu pontificat, amb prou feines dos mesos, no va permetre que el mateix destaqués per cap fet de rellevància.

Les profecies de Sant Malaquies es refereixen a aquest papa com Pia civitas inbell, "la vila pietosa en guerra", cita que fa referència al seu naixement a Bolonya durant les batalles pel control dels Estats Pontificis.